# Dušan Uškovič (1985)
Dušan Uškovič (* 9. duben 1985, Prešov) je slovenský fotbalový útočník v současnosti působící v MFK Frýdek-Místek.

## Klubová kariéra
Dušan Uškovič začal s fotbalem v HFK Prievidza, kde se přes mládež dostal až do A-týmu. V něm se nejdříve neprosadil a tak odešel hostovat do FC Rimavská Sobota. Poté už hrál až do roku 2008, kdy přestoupil do Banské Bystrici, za A-mužstvo. V klubu FK Dukla Banská Bystrica strávil celkem 3 a půl roky, když byl v zimě 2012 poslán na hostování do MFK Zemplín Michalovce. V létě 2012 poté podepsal po úspěšných testech kontrakt s FC Hradec Králové. V sezóně 2012/13 zažil s Hradcem sestup do 2. ligy. Po jejím skončení mu Hradec neprodloužil smlouvu a Dušan odešel na testy do FK Mladá Boleslav.
Sezonu 2013/14 byl bez klubu. V létě 2014 odešel do MFK Frýdek-Místek.